# Törringemästaren

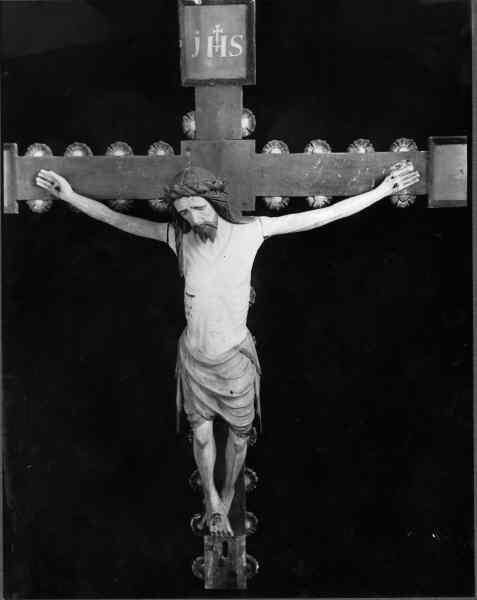
Triumfkrucifixet i Maglarps kyrka.

Törringemästaren är namnet för huvudmästaren till ett flertal triumfkrucifix i skånska kyrkor.
Man kan knyta åtta triumfkrucifix till samma mästare. Endast krucifixet i Maglarps kyrka finns uppställt på sin ursprungliga plats medan de övriga förvaras vid Lunds universitets historiska museum. De har ursprungligen varit placerade i Törringe, Trollenäs, Brågarp, Södervidinge, Stora Harrie, Lyby och Stävie kyrkor. Trots att de åtta korsen stilistiskt är enhetliga existerar dock detaljmässiga kvalitetsavvikelser dem emellan. Korsen är utförda i överensstämmelse med sengotikens formspråk där Kristus framställs som död med huvudet svagt lutande framåt och mot höger. Han har behandlat håret karakteristiskt i det att de högra långa raka hårslingorna hänger som en skärm för ansiktet medan de vänstra är upplagda på axeln. Det är mycket sällsynt att så många skulpturer från samma medeltida verkstad har blivit bevarade som i fallet med Törringemästarens arbeten. Därutöver har han troligen utfört en Pietà-skulptur i Steninge kyrka, Halland.